# Equestrian Australia
Equestrian Australia est la fédération sportive pour le sport équestre en Australie. Les disciplines sont celles reconnus par la Fédération équestre internationale : dressage, concours complet, saut d'obstacles, voltige en cercle, endurance, reining, handisport et attelage. Elle développe et applique également les règles pour d'autres événements tels que le spectacle équestre.

## Histoire
La fédération est fondée en 1951 sous le nom de Fédération australienne d'équitation et est officiellement affiliée à la Fédération internationale des sports équestres en mai de la même année.
Le 23 décembre 2008, la Fédération australienne d'équitation change son nom pour Equestrian Australia Limited, avec le nom commercial de Equestrian Australia.